# Die Nudel
Die Nudel (auch Spaghetti) ist einer der bekanntesten Sketche des deutschen Humoristen Loriot. Er wurde erstmals am 16. Mai 1977 in der dritten Folge der Fernsehserie Loriot ausgestrahlt. 1981 erschien der Text des Sketches auch in gedruckter Form.

## Handlung
In einem italienischen Restaurant sitzen Hildegard und ihr eitler Verehrer, der stolze zukünftige Leiter einer Einkaufsabteilung. Beide verspeisen ein Nudelgericht. Nach dem Essen wischt er sich mit seiner Serviette den Mund ab, wobei eine dünne, längliche Nudel, die sich an der Serviette befand, an seiner Unterlippe kleben bleibt. Er beginnt, Hildegard seine Liebe zu gestehen. Hildegard, die weniger von den Worten ihres Gegenübers gefesselt ist als vom Anblick der Nudel an dessen Mund, gelingt es, ihn trotz seines Redeschwalls („Nein, sagen Sie noch nichts! Es gibt Augenblicke im Leben, wo die Sprache versagt, wo ein Blick mehr bedeutet als viele Worte.“) auf das Essensüberbleibsel aufmerksam zu machen. Ohne hinzusehen wischt er die Nudel mit der Serviette fort. Als er jedoch etwas trinkt und anschließend erneut die Serviette benutzt, klebt die Nudel wieder an seinem Mund, diesmal an der Oberlippe in einer Aufwärtskrümmung Richtung Nase. Der Ober nimmt eine weitere Bestellung auf, wird aber abgelenkt, als sein Blick auf die Nudel fällt, so dass der Verehrer die Bestellung gereizt wiederholt. Dieser fährt dann mit seinem Liebesgeständnis fort, wobei die Nudel durch sein Hantieren als Nächstes an der Nasenwurzel, dann am Finger und zuletzt an der Nasenspitze hängen bleibt. Die Angebetete kann ihre Augen nicht von der Nudel abwenden und reagiert nur hin und wieder geistesabwesend auf die Ansprache. Als Nachtisch serviert der Ober dem Verehrer einen Espresso mit Lippenstift am Tassenrand, woraufhin dieser sich beschwert („Das können Sie Ihren Gästen in Neapel anbieten!“) und der Ober ihm eine frische Tasse bringt. Beim Trinken fällt, ohne dass der Verehrer es bemerkt, die Nudel von seiner Nase in den Espresso, wo er sie entdeckt und empört Hildegard zeigt. Diese sieht ihn nur sprachlos an, während er erregt nach dem Ober ruft, um sich erneut zu beschweren.

## Produktion und Veröffentlichung
Der Sketch entstand für die dritte Folge der Sendereihe Loriot, die im Januar 1976 gedreht und am 16. Mai 1976 im Deutschen Fernsehen ausgestrahlt wurde. Die Idee für den Sketch erhielt Loriot durch einen Scherz, den seine Patentochter gerne machte. Während des Essens schob sie ein in ihrem Mund verstecktes Reiskorn an verschiedene Stellen ihres Gesichts, um ihren Gesprächspartner damit zu verwirren. Die Rolle des Verehrers übernahm Loriot selbst, dessen Angebetete Hildegard spielte Evelyn Hamann. Der italienische Ober war ein wirklicher Kellner. Er arbeitete in einem Restaurant, das Loriot und sein Assistent Stefan Lukschy gelegentlich nach dem Dreh besuchten. Ursprünglich war es vorgesehen, dass der Kellner den Gast angewidert anschauen sollte, als er die Nudel in dessen Gesicht bemerkt. Da dem Komparsen der passende Gesichtsausdruck nicht gelang, entschied Loriot, dass er den Gast einfach nur anstarren sollte.
Die Nudel in Loriots Gesicht waren echte gekochte Nudeln. Die einzelnen Stücke wurden mit Mastix, das normalerweise als Perückenkleber eingesetzt wird, an den entsprechenden Stellen festgeklebt. Für die kurze Einstellung am Ende, in der die Nudel auf dem Espresso schwimmt, konnte jedoch keine echte Nudel verwendet werden, da sie nicht auf dem Kaffee schwamm. Da dies erst am Ende des Drehtags aufgefallen war, musste Stefan Lukschy eine Nudelimitation aus einem Stück des Deckels einer Zigarettenschachtel improvisieren.
1997 machte Loriot aus den sechs 45-minütigen Originalfolgen von Loriot vierzehn 25-minütige Folgen. Der Sketch Die Nudel ist Teil der fünften Folge mit dem Titel Von Steinläusen, Möpsen und Mäusen. Vom Ferienglück und einem Nudelproblem. Sie wurde erstmals am 20. Mai 1997 im Ersten gesendet. Daneben wurde Die Nudel 1983 in der Sendung Loriots 60. Geburtstag ausgestrahlt. Für die Sendung Loriots 80. Geburtstag drehte Loriot 2003 eine neue Version. Hildegard und ihr Verehrer kennen sich darin bereits seit fast 30 Jahren und essen zum 22. Mal zusammen. Sie ist verheiratet und er hat sechs Enkel.
1981 erschien der Text des Sketches in dem Sammelband Loriots dramatische Werke erstmals in gedruckter Form. Er ist darin dem Kapitel Der Mitmensch zugeordnet. Seitdem war der Sketchtext Teil weiterer Sammelbände von Loriot.

## Nachwirkung
Die Nudel ist einer der bekanntesten Sketche von Loriot. 1997 wurde eine Umfrage zu Loriot durchgeführt, bei der die Teilnehmer unter anderem nach den Sketchen von Loriot gefragt wurden, die ihnen auf Anhieb einfallen würden. Die Nudel wurde von 35,1 % der Befragten genannt, womit der Sketch nur knapp hinter dem Trickfilmsketch Herren im Bad (35,5 %) auf Platz zwei landete. Das Zitat „(Bitte) sagen Sie jetzt nichts“ wurde zum geflügelten Wort. Das Süddeutsche Zeitung Magazin benannte danach die Rubrik Sagen Sie jetzt nichts, in der die Interviewpartner, Politiker oder Prominente im Fotoporträt, Fragen nur mittels Gesten beantworten. 
2011 erschien ein Buch, in dem mehrere Interviews mit Loriot versammelt sind. Es trägt den Titel Bitte sagen Sie jetzt nichts, ein Zitat aus Die Nudel.

## Bildtonträger
- Loriots Vibliothek. Band 6: Die Nudel oder die Frau als solche. Warner Home Video, Hamburg 1984, VHS Nr. 6.
- Loriot – Sein großes Sketch-Archiv. Warner Home Video, Hamburg 2001, DVD Nr. 2 (als Teil von Loriot 5).
- Loriot – Die vollständige Fernseh-Edition. Warner Home Video, Hamburg 2007, DVD Nr. 3 (als Teil von Loriot III).
- Loriot – Die vollständige Fernseh-Edition. Warner Home Video, Hamburg 2007, DVD Nr. 6 (Die Nudel – 30 Jahre danach aus Loriots 80. Geburtstag).

## Textausgaben (Auswahl)
- Loriots dramatische Werke. Diogenes, Zürich 1981, ISBN 3-257-01004-4, S. 10–15.
- Das Frühstücksei. Diogenes, Zürich 2003, ISBN 3-257-02081-3, S. 9–12.
- Gesammelte Prosa. Diogenes, Zürich 2006, ISBN 978-3-257-06481-0, S. 76–80.